# Lollius yehyuensis
Lollius yehyuensis är en insektsart som först beskrevs av Cheng och Yang 1991.  Lollius yehyuensis ingår i släktet Lollius och familjen sköldstritar. Inga underarter finns listade i Catalogue of Life.